# Сивцев, Ефрем Степанович
Ефрем Степанович Сивцев  (21 января 1909, Хатын-Аринский наслег, Намский улус, Якутская область — 1 марта 1984 год, Якутск) — якутский поэт середины XX века.

## Биография
Родился в 3  февраля (21  января) 1909 года в Хатын-Аринском наслеге Намскогоо улуса Якутской области. В 1925 г. вступил в Коммунистический союз молодёжи. В 1927 г. окончил 4 классную школу и поступил в Советско-партийную школу. В 1928 г. был командирован в Булун ликвидатором технической неграмотности, где проработал 3 года.
В с. Усть-Оленёк Булунского района создал комсомольскую ячейку и был её секретарём, а также организовал отряд добровольцев для борьбы с повстанческими отрядами.
В 1934—1936 гг. работал директором Чурапчинской неполной средней школы.
Также, в течение нескольких лет работал заведующим РОНО, инспектором по школам, преподавателем якутского языка и литературы в средней школе. В 1935—1941 гг. в заочной форме учился в Якутском педагогическом институте на Языковедческом факультете.
Член КПСС с 1943 г.
Член Союза писателей Якутской ССР с 1944 г.
Был награждён орденом «Знак Почёта», медалями и Почётной грамотой.
Заслуженный работник культуры Якутской АССР.

## Творчество
Стихи Сивцева Е. С. начали печататься в 1929 г. Первый сборник стихов и поэм Е. С. Сивцева «Хоһооннор» («Стихи») вышел в 1937 г., и в последующем выдержал несколько редакций. В 1944 г. стал членом Союза писателей ЯАССР. В последующие годы издавались как сборники стихов, поэм и рассказов, так и отдельные поэмы.

## Известные произведения

### Стихи
- Кэрэ Мааппа («Прекрасная Марфа»; 1935)
- Тулаайах Мохсоҕол (Одинокий сокол; 1937)
- Көҥүл Боотур (Свободный ботур; 1937)

### Поэмы
- Уолан Эрилик (1941)

## Память
- Имя Ефрема Степановича Сивцева присвоено:

Бетюнской средней школе Намского улуса;
Улице в с. Намцы Намского улуса
Улице в г. Якутске